# Pleinting
Pleinting ist ein Gemeindeteil der Stadt Vilshofen an der Donau im niederbayerischen Landkreis Passau.

## Geografie

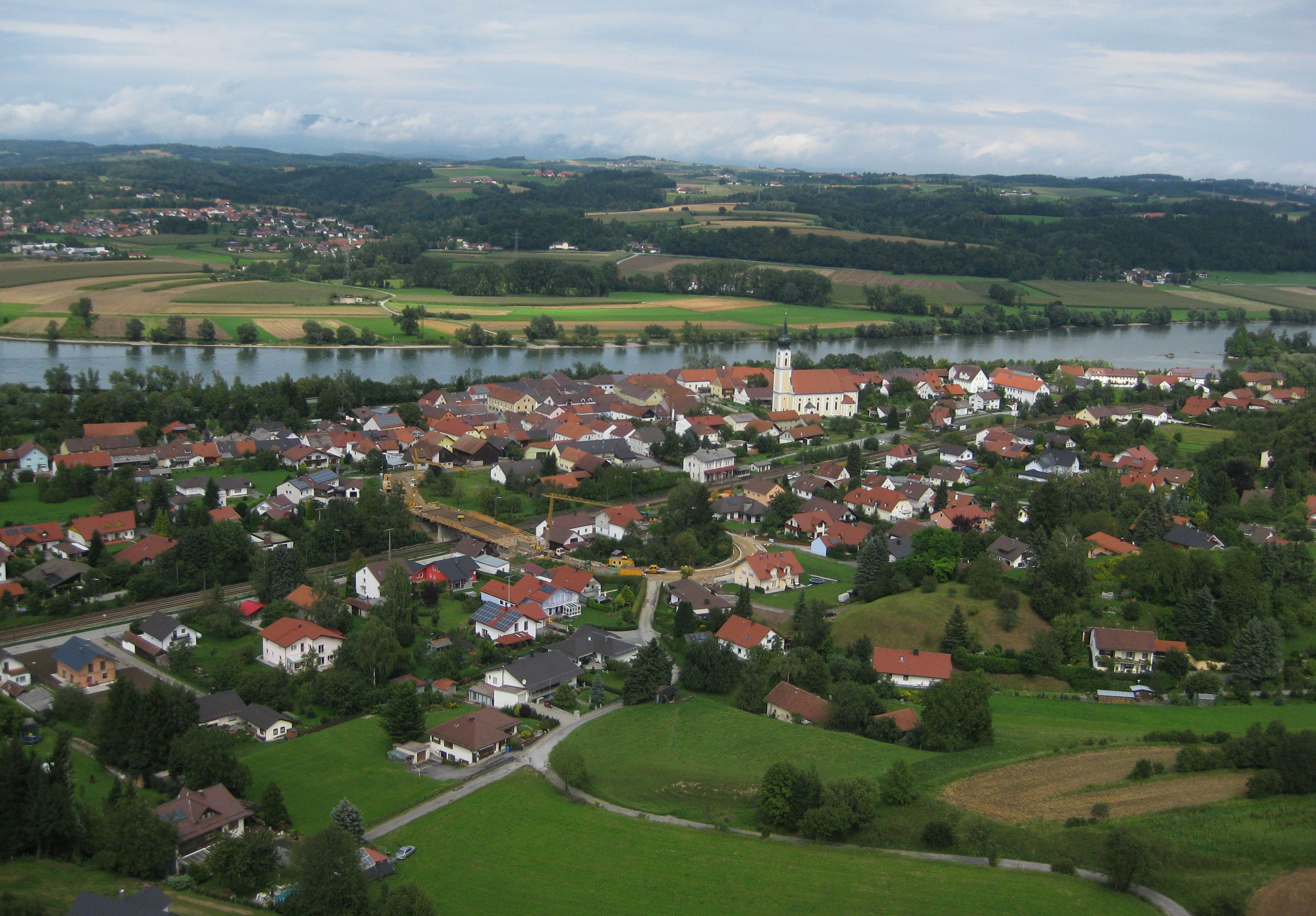
Blick auf Pleinting

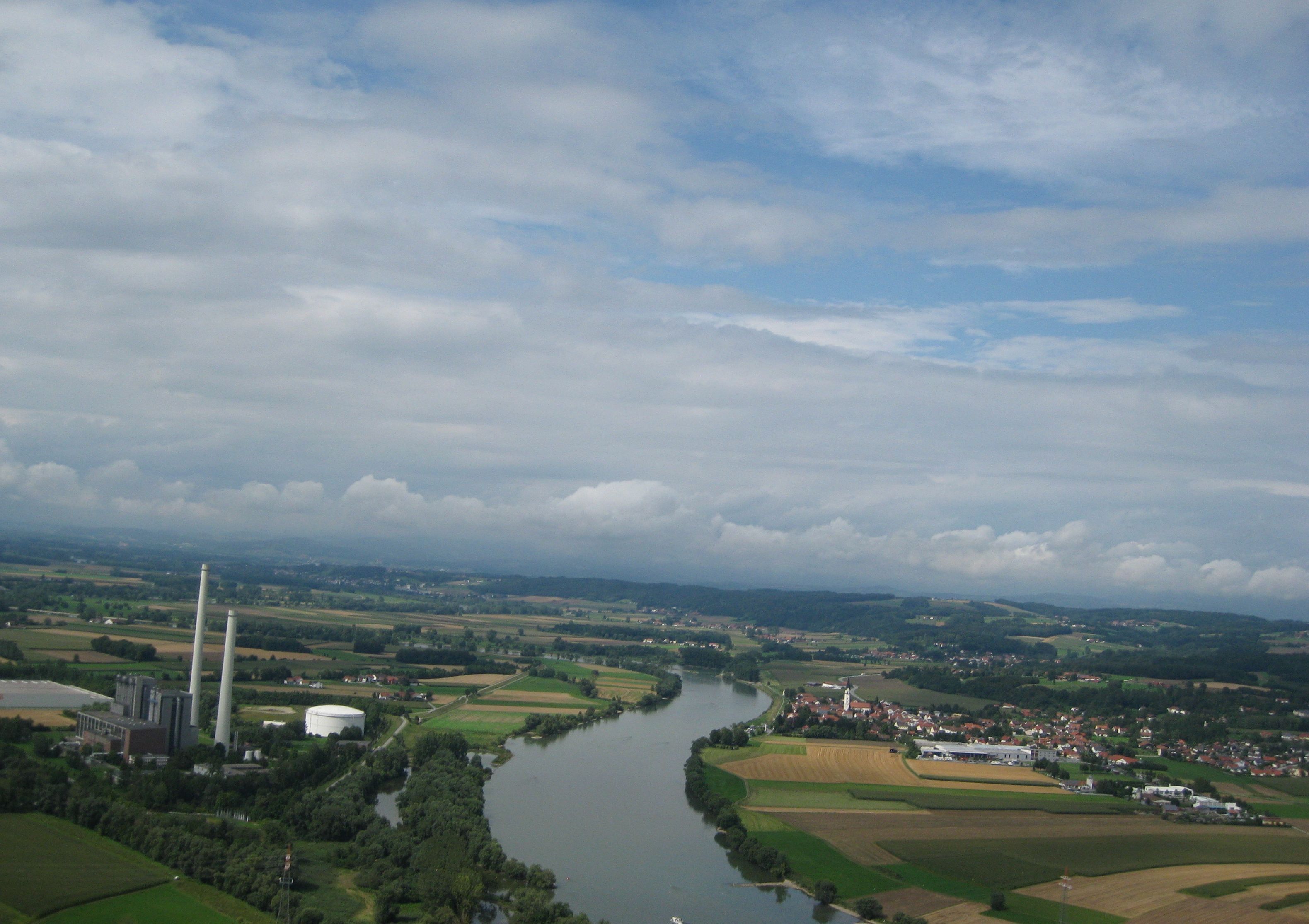
Pleinting, Sicht donauaufwärts, mit Kraftwerk, gegenüberliegend Hofkirchen

Pleinting liegt an der Donau etwa fünf Kilometer nordwestlich von Vilshofen an der Bundesstraße 8 und der Bahnstrecke Regensburg–Passau. Hier zwängen von Norden der Bayerische Wald und von Südosten dessen Ausläufer, die Alkofener Höhen, die Donau ein, während im Westen sich in Richtung Künzing der Dungau öffnet. Im Südwesten liegt der zum Unterbayerischen Hügelland gehörende Forstharter Höhenrücken. Dort, wo die Donau in ihr Durchbruchstal eintritt, befindet sich der ehemalige Markt Pleinting.

## Geschichte

### Bis zum 19. Jahrhundert

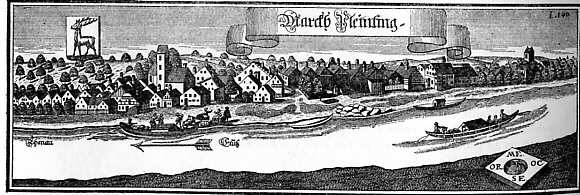
Pleinting an der Donau um 1700, Stich von Michael Wening

Zahlreiche archäologische Funde weisen auf die frühe Besiedelung der Gegend hin. Bei Ausgrabungen im März 1999 fand man auf einem Feld im Osten des Marktes in 25 Zentimeter Tiefe ein Skelett, Feuersteine und Keramikstücke aus der Jungsteinzeit. Um 748 wurden hier drei Höfe, zwei Weingärten und ein Wald dem Kloster Niederaltaich geschenkt. Die erste Pfarrkirche entstand im Jahre 1050 nach dem Vorbild der römischen Basiliken mit flacher Decke und ohne Turm.
Pleinting kam an das Hochstift Passau, welches die Edlen von Wessenberg damit belehnte. Heinrich von Wessenberg überließ den Ort im Jahr 1220 dem Grafen Rapoto II. von Ortenburg. Am 19. Februar 1241 gab Graf Rapoto III. Pleinting an Bischof Rüdiger von Passau zurück und nahm es von ihm zu Lehen. In einer Urkunde wird Pleinting 1247 als ortenburgischer Markt bezeichnet. Hier befand sich auch eine Zollstätte. Schon um 1259 verkaufte Rapotos Schwiegersohn und Nachfolger Hartmann I. von Werdenberg mit Bewilligung des Bischofs den Markt an Heinrich von Niederbayern. Pleinting gehörte seither den Wittelsbachern.
Im Landshuter Erbfolgekrieg wurde das ummauerte Pleinting von pfälzischen und böhmischen Truppen vergeblich belagert, daraufhin aber in der Nacht vom 20. zum 21. Dezember 1504 von Vilshofen aus vorsorglich niedergebrannt. Am 26. September 1554 wurde dem Markt Pleinting durch Herzog Albrecht V. das Wappen verliehen, das einen stehenden Hirschen zeigte. Der Dreißigjährige Krieg brachte zweimal die Plünderung und Einäscherung Pleintings. Weitere schwere Brände suchten Pleinting 1683, 1828, am 30. April 1831 und im Dezember 1834 heim. Daraufhin wurden, um neue Brände zu verhüten, die Straße und die Nebengassen erweitert, wodurch der Markt eine freundlichere Gestalt erhielt. Erst im 19. Jahrhundert bekam Pleinting vier Jahr- und Viehmärkte.
Am 20. September 1860 erhielt Pleinting einen Eisenbahnanschluss an die Bahnstrecke Regensburg–Passau. Am 13. Juni 1868 wurde die Freiwillige Feuerwehr Pleinting gegründet. Die SpVgg Pleinting entstand 1912.

### Kirchenbau

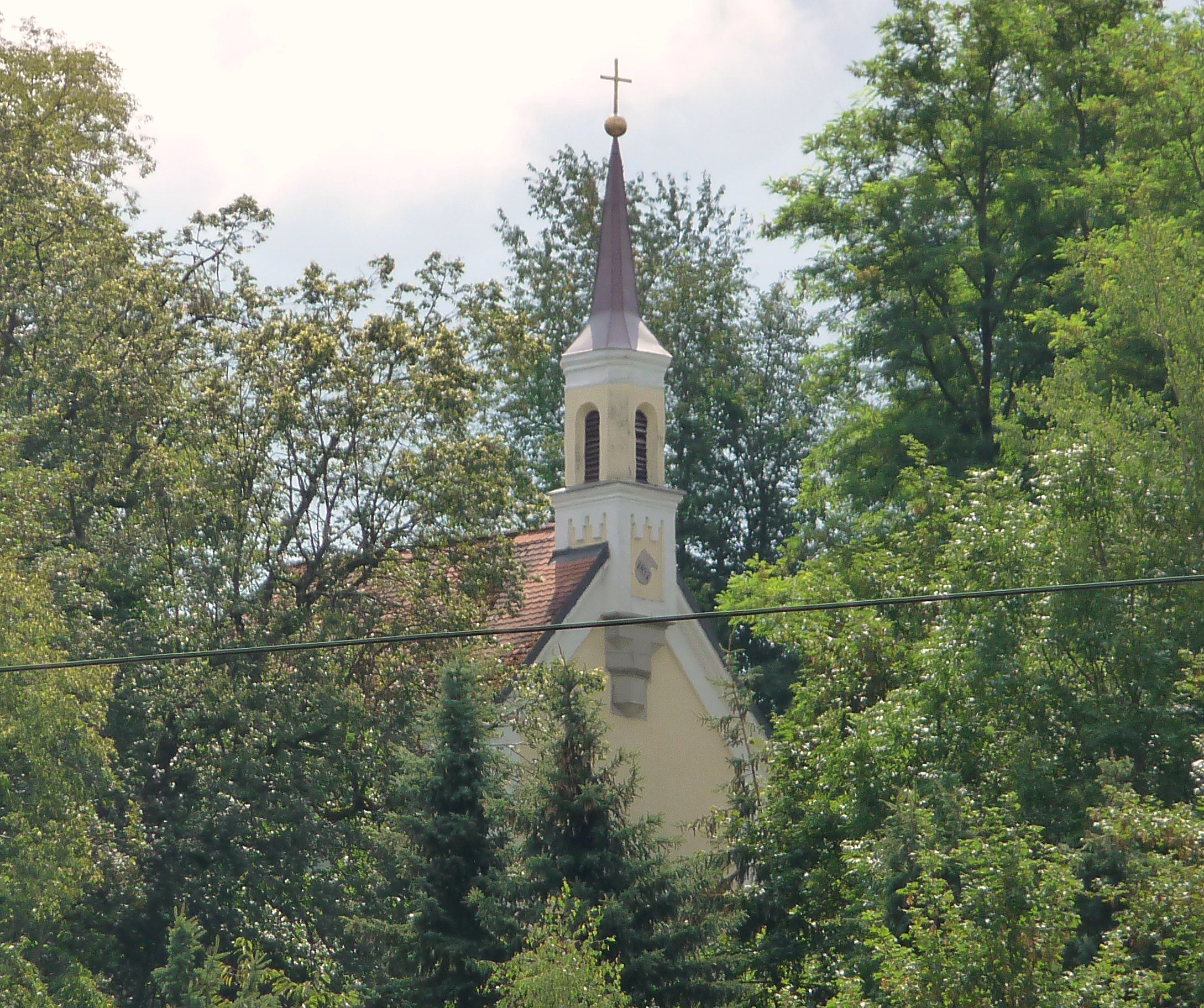
Die Wallfahrtskapelle Maria Hilf auf dem Frauenberg

Die alte Pfarrkirche St. Stephanus in Kirchbach südwestlich von Pleinting wurde 1806 wegen Baufälligkeit geschlossen. Die Pleintinger richteten stattdessen ihre von 1404 stammende Marktkapelle St. Nikolaus als Pfarrkirche ein. Die Verwirklichung der Pläne für eine ganz neue Pfarrkirche der 2600-Seelen-Gemeinde verzögerte sich jedoch.
Erst am 11. Oktober 1897 konnte mit dem Bau der neuen Kirche St. Stephanus nach den Plänen von Johann Baptist Schott am heutigen Standort begonnen werden. Am 12. Oktober 1903 wurde die neubarocke Kirche durch den Passauer Bischof Anton von Henle konsekriert. Die ursprüngliche Pfarrkirche, die 1867 bis auf den Chor abgebrochen wurde, dient als Friedhofskapelle. Auf dem Frauenberg steht zudem die 1857 bis 1860 erbaute neugotische Wallfahrtskapelle Maria Hilf.

### Kraftwerk Pleinting

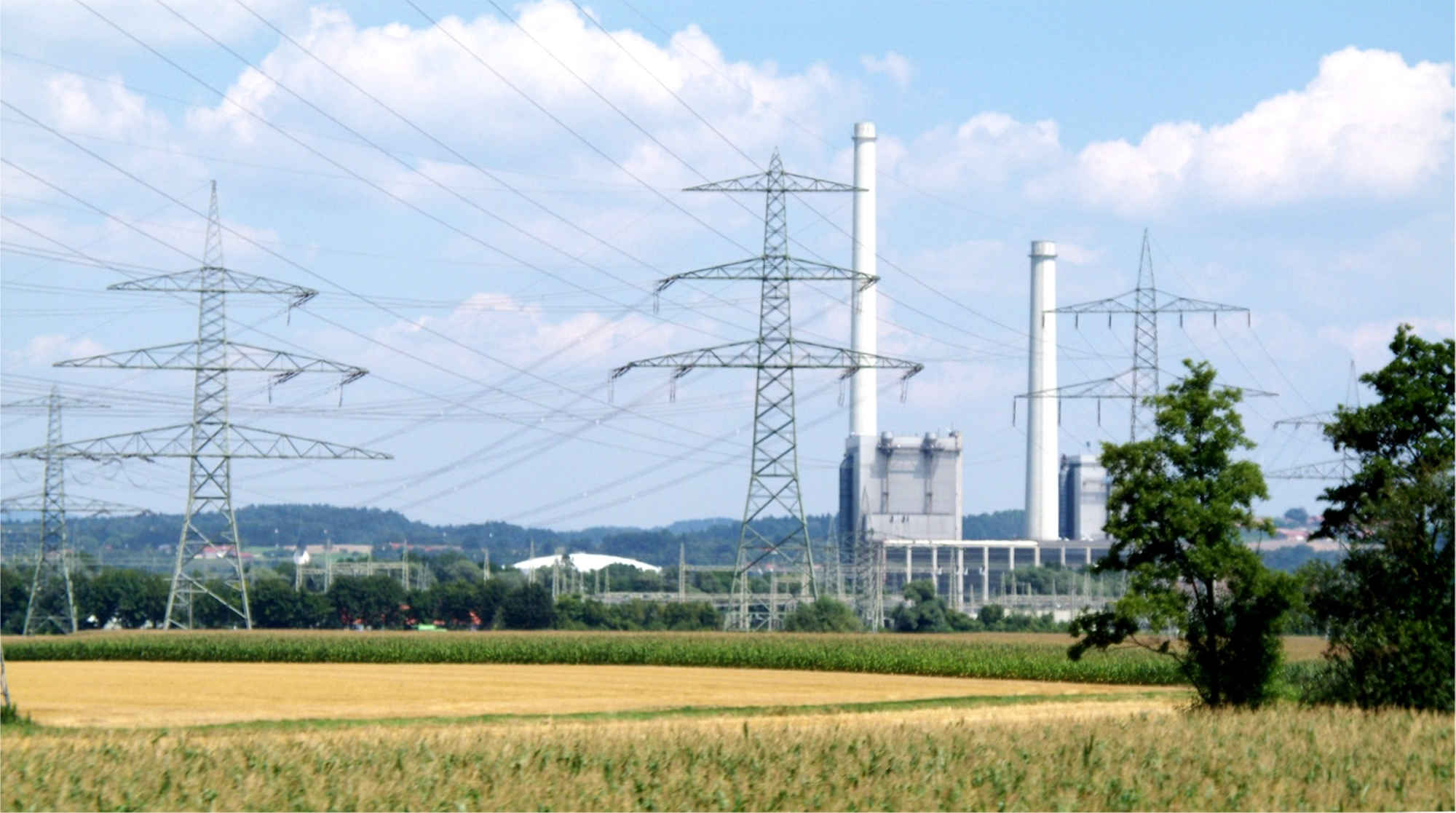
Das Wärmekraftwerk Pleinting. Der große Kamin des Kraftwerks ist 180 Meter hoch

Die wirtschaftliche Situation des Marktortes änderte sich schlagartig, als 1968/69 die Bayernwerk AG/Ilse-Bayernwerke Energieanlagen GmbH (IBE) ein Dampfkraftwerk von 300 Megawatt Leistung errichteten. Damit trat Pleinting plötzlich in die Reihe der steuerkräftigsten Gemeinden Bayerns. 1976 wurde ein zweiter Ölkraftwerksblock mit 425 MW in Betrieb genommen, wodurch sich die Brutto-Leistung auf 725 MW erhöhte. Der Kamin dieses Kraftwerkblocks ist 180 Meter hoch. Damit zählte die Anlage zu den größten Kraftwerken Bayerns. Zugleich wurde der Standort zum wichtigsten Knotenpunkt im Stromverteilernetz Ostbayerns.
Im Energieprogramm für Bayern vom 28. Juli 1978 sicherte die Bayerische Staatsregierung die Fläche für die Erweiterung durch ein Kernkraftwerk von rund 2.600 MW und alternativ durch einen konventionellen Kraftwerksblock von mindestens 600 MW Leistung mit Kühlung durch Nasskühltürme. Diese Pläne stießen auf den Widerstand einer Bürgerinitiative und zahlreicher Gegner. In den neunziger Jahren wurde das mit schwerem Heizöl betriebene Kraftwerk auf leichtes Heizöl umgestellt. Am 10. Oktober 2000 wurde bekannt gegeben, dass das Ölkraftwerk Pleinting kaltgestellt wird. Grund dafür war die Fusion der Bayernwerk AG und der Preußen Elektra im Juli 2000 zum größten privaten Energieversorger Europas e.on und die dadurch entstandene Überkapazität. Seit Herbst 2008 gehört das in Kaltreserve befindliche Kraftwerk Pleinting zur Kraftwerksgruppe Ingolstadt/Irsching. Seit dem 3. März 2011 wurde die Stilllegung offiziell durch den Aufsichtsratsbeschluss vom 2. Februar 2011 bekannt gegeben.

### Eingemeindung nach Vilshofen
Im Zuge der Gebietsreform in Bayern beschloss die Bayerische Staatsregierung die Eingemeindung Pleintings nach Vilshofen. Dies wurde damit begründet, dass gerade erst durch die Eingliederung des finanzkräftigen Marktes Pleinting die Stadt Vilshofen die zur Wahrnehmung der ihr als Mittelzentrum zukommenden Aufgaben nötigen Finanzmittel erhalte. Am 1. Mai 1978 wurde die Eingemeindung vollzogen.
Am 17. Juni 1989 kam es zur Gründung der Bürgergemeinschaft Markt Pleinting e. V., die sich seither um die Wiederherstellung des Marktes Pleinting bemüht. Im April 1995 klagten 259 Bürger in einer Popularklage vor dem Bayerischen Verfassungsgericht erfolglos auf Selbstständigkeit des Marktes Pleinting. Weitere Petitionen wurden mit der Begründung abgelehnt, dass nach Art. 11 Abs. 3 Nr. 3 der Gemeindeordnung eine Zweidrittelmehrheit des Vilshofener Stadtrates für die Selbstständigkeit des Marktes Pleinting stimmen müsse.